# 九谷焼

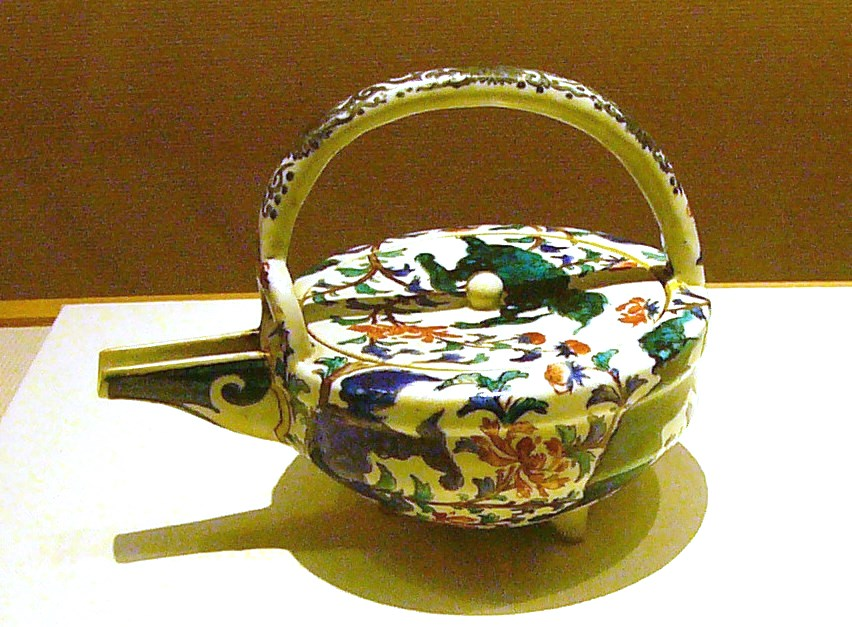
古九谷色絵牡丹獅子文銚子（重要文化財、東京国立博物館蔵）

九谷焼（くたにやき）は、石川県南部の金沢市、小松市、加賀市、能美市で生産される、色絵の磁器。五彩手（通称「九谷五彩」）という色鮮やかな上絵付けが特徴である。

## 歴史

### 古九谷

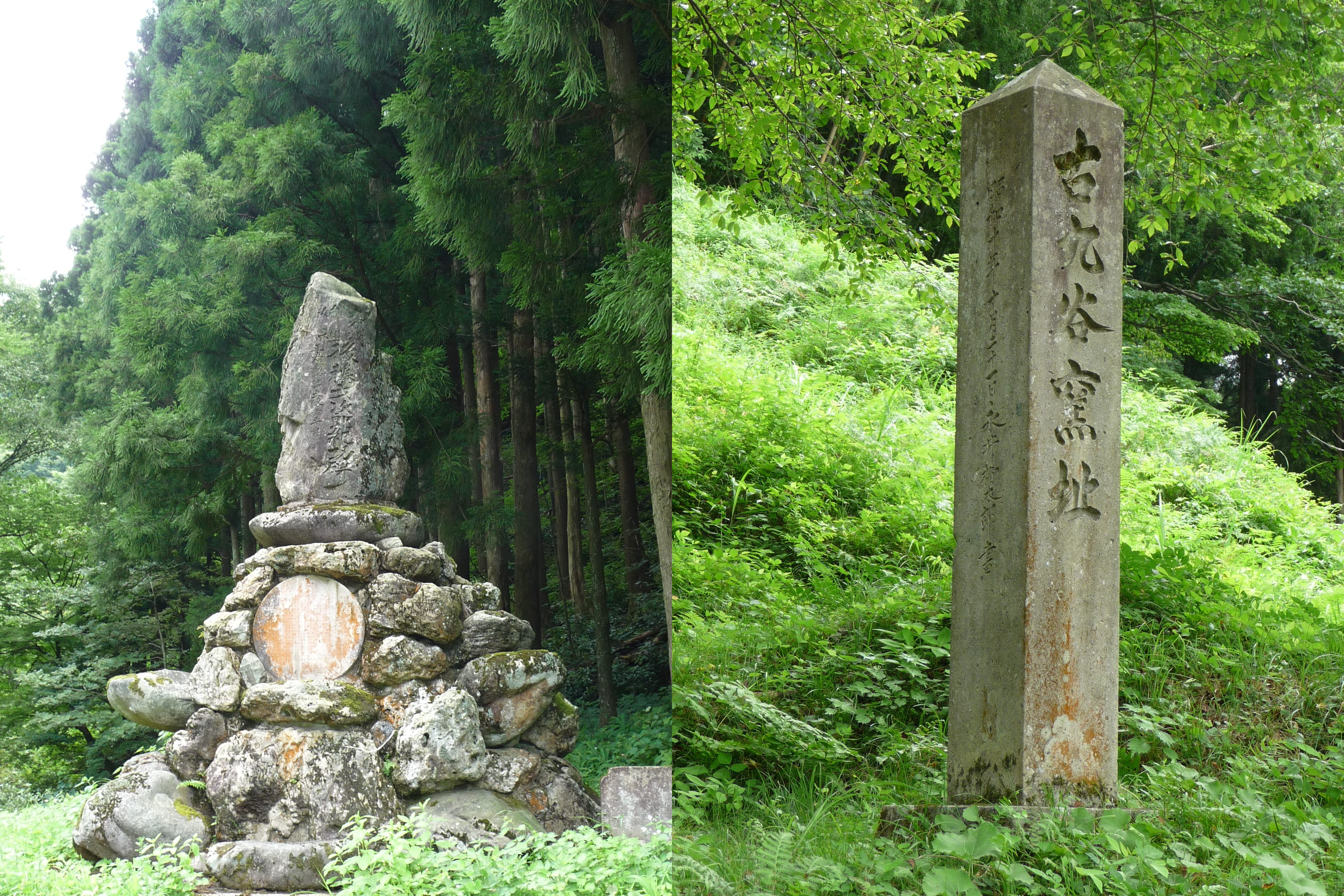
石川県加賀市山中温泉九谷町にある、九谷焼始祖を顕彰する「後藤才次郎紀功碑」（左）と「古九谷窯址碑」（右）。

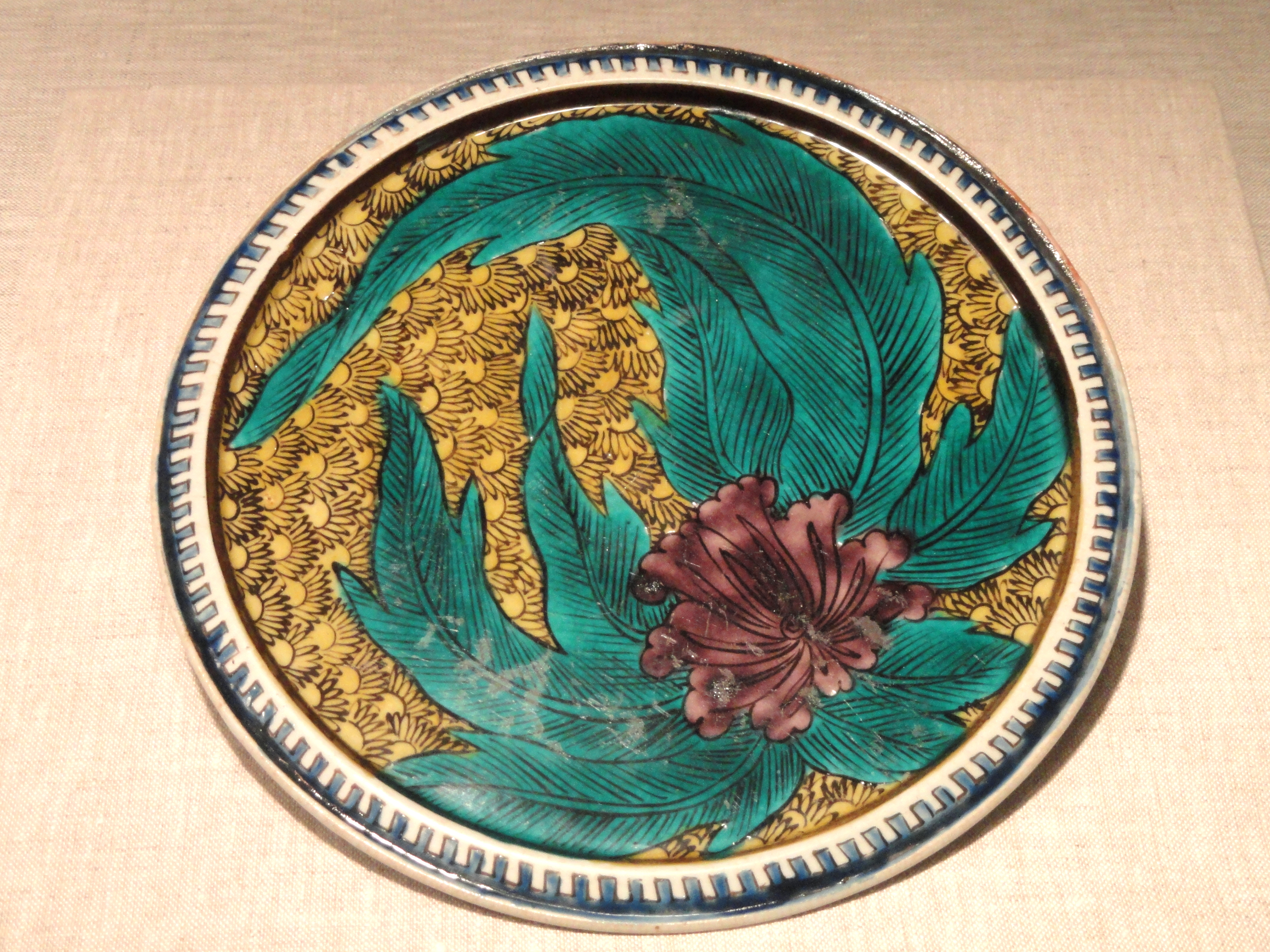
古九谷の皿（シカゴ美術館蔵）

江戸時代、加賀藩支藩である大聖寺藩領の九谷村（現在の石川県加賀市）で良質の陶石が発見されたのを機に、藩士の後藤才次郎
を有田へ技能の習得に赴かせ、帰藩後の明暦初期（1655年頃）、藩の殖産政策として始められたとされる。しかし、約半世紀後の元禄末期（1700年代初頭）に突然、廃窯となる。廃窯の理由は諸説あり、判然としていない。この頃に作られたものを「古九谷（こくたに）」と呼ぶ。
窯跡は加賀市山中温泉九谷町に、「1号窯」「2号窯」と呼ばれる2つが残る。しかし、研究が進むにつれて産地は有田であった事が判明しつつあり、現在では「古九谷様式」あるいは「初期色絵」とも称される。いまだに謎が多いとして九谷焼の本場ではこの説を認めない人が多い。

### 再興期
廃窯から約1世紀後の文化4年（1807年）、加賀藩が京都から青木木米を招き、金沢の春日山（現在の金沢市山の上町）に春日山窯を開かせたのを皮切りに、数々の窯が加賀地方一帯に立った。これらの窯の製品を「再興九谷」と呼ぶ。同じ頃、能美郡の花坂山（現在の小松市八幡）で新たな陶石が発見され、今日までの主要な採石場となった。これらの隆盛を受け、それまで陶磁器を他国から買い入れていた加賀藩では、文政2年（1819年）に磁器を、翌年に陶器をそれぞれ移入禁止にした。

#### 再興期の主な窯元
括弧内は開窯時期
- 春日山窯（文化4年 1807年）
- 若杉窯（文化8年 1811年）
- 小野窯（文政2年 1819年）
- 民山窯（文政5年 1822年）
- 吉田屋窯（文政7年 1824年）
- 木崎窯（天保2年 1831年）
- 宮本屋窯（天保3年 1832年）
- 蓮代寺窯（弘化4年 1847年）
- 松山窯（嘉永元年 1848年）

春日山窯は京風、若杉窯は有田風、吉田屋窯は古九谷風を得意とした。春日山窯開窯以前の天明年間に、ほぼ同じ場所で越中国（現在の富山県）城端の焼物師であった殿村屋和助が窯を開いていた記録があるが、どのような焼物であったのかは判っていない。

#### 中興の祖
九谷焼中興の祖と呼ばれる九谷庄三（くたに しょうざ、文化13年（1816年） - 明治16年（1883年））は、寺井村（現：能美市寺井町）の農家に生まれた。17歳の時に小野窯に陶匠として招聘される。後に窯業の指導に諸国から招かれるが、能登の火打谷（現：志賀町）で、能登呉須（ごす）と呼ばれる顔料を発見。後の九谷焼に多大な影響を与える。26歳で故郷に戻り、寺井窯を開いた。西洋から入った顔料を早い時期から取り入れ 彩色金欄手（きんらんで）を確立した。彼が確立した、和洋折衷の陶画は庄三風（しょうざふう）と呼ばれ、明治に欧米に輸出された九谷焼に使われた後に廃れたが、2020年代に再興に取り組む絵付け作家がいる。

### 新九谷
明治に入り、九谷焼は主要な輸出品となり、ジャポニスムが流行していた欧米で人気を集めた。1873年のウィーン万国博覧会などの博覧会に出品されると同時に、西洋の技法も入り込んだ。1872年（明治5年）頃から、型押しの技術が九谷焼にも取り入れられ、1892年（明治25年）頃から獅子をはじめとする置物の製作が盛んとなり、大正時代になると型が石膏で作られるようになり、量産化が進んだ。
また、明治維新による失業士族の授産施設として、1872年（明治5年）に誕生した金沢区方開拓所製陶部は、砂子吉平、初代諏訪蘇山等の参加を得て成果を上げ、1876年（明治9年）には、石川県勧業場と名を改めた。1887年（明治20年）に金沢工業学校（現：石川県立工業高等学校）が開校し、次代の陶芸家が育成されるようになった。

## 作風

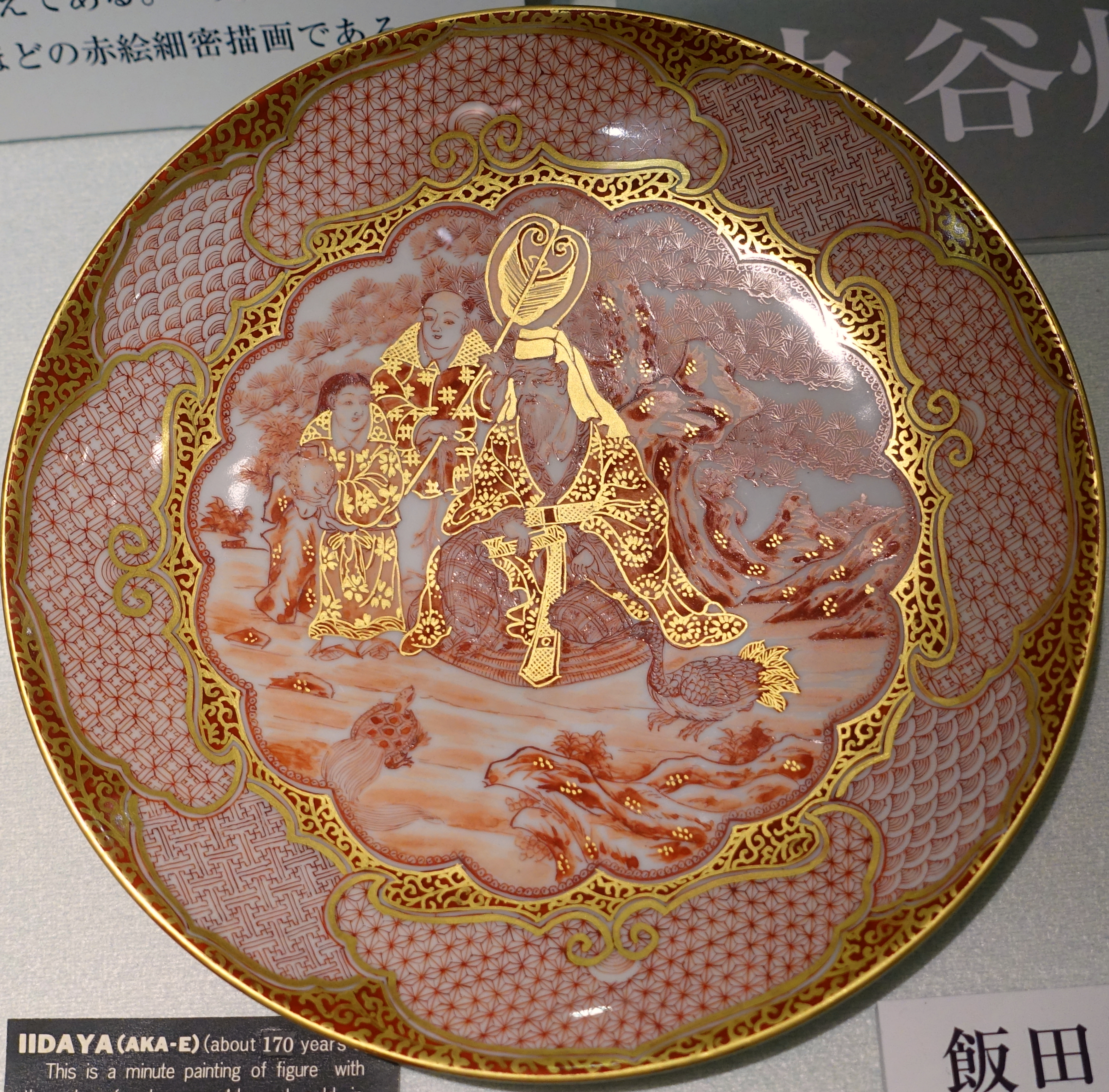
飯田屋（赤絵）様式
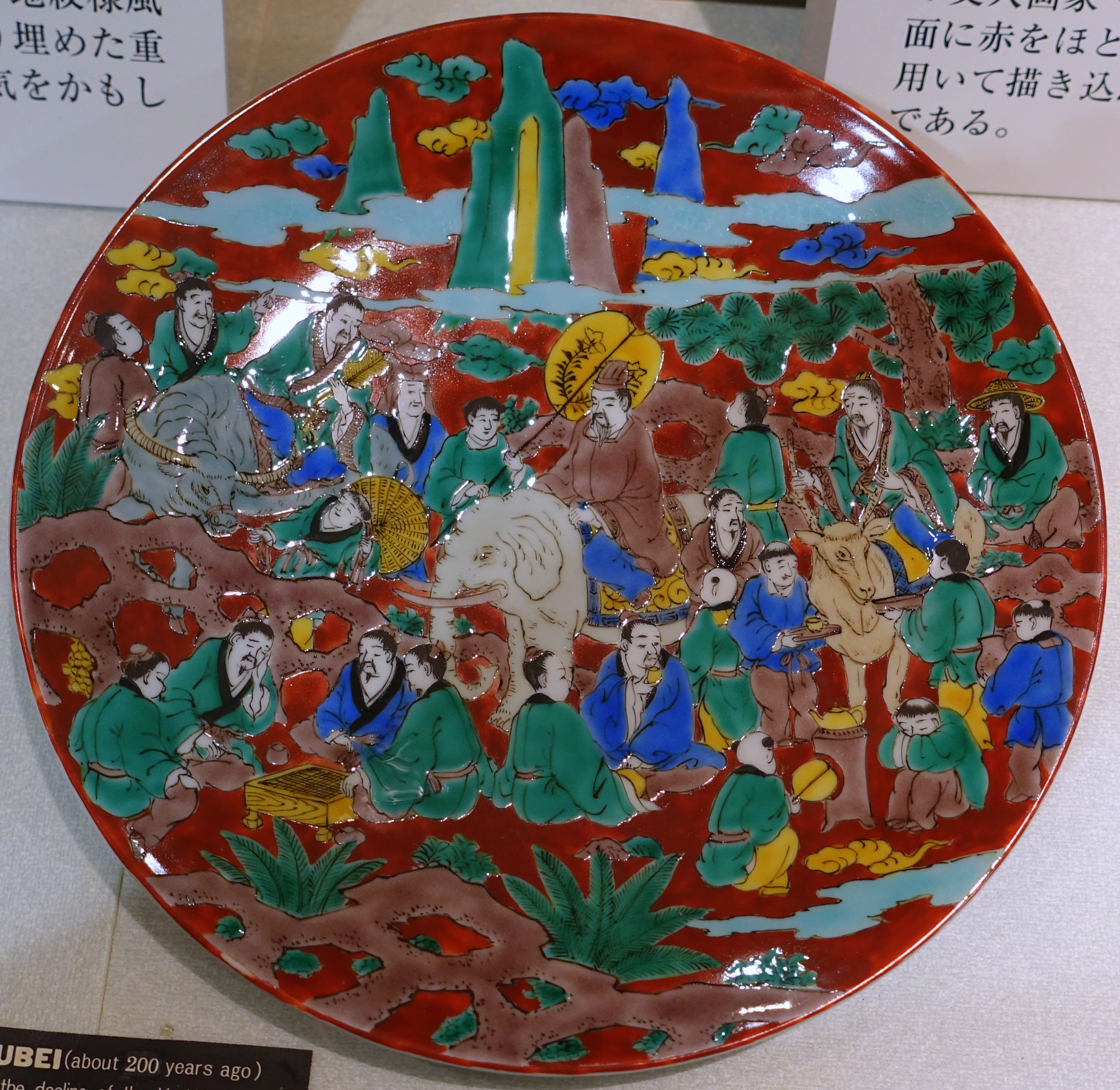
木米様式
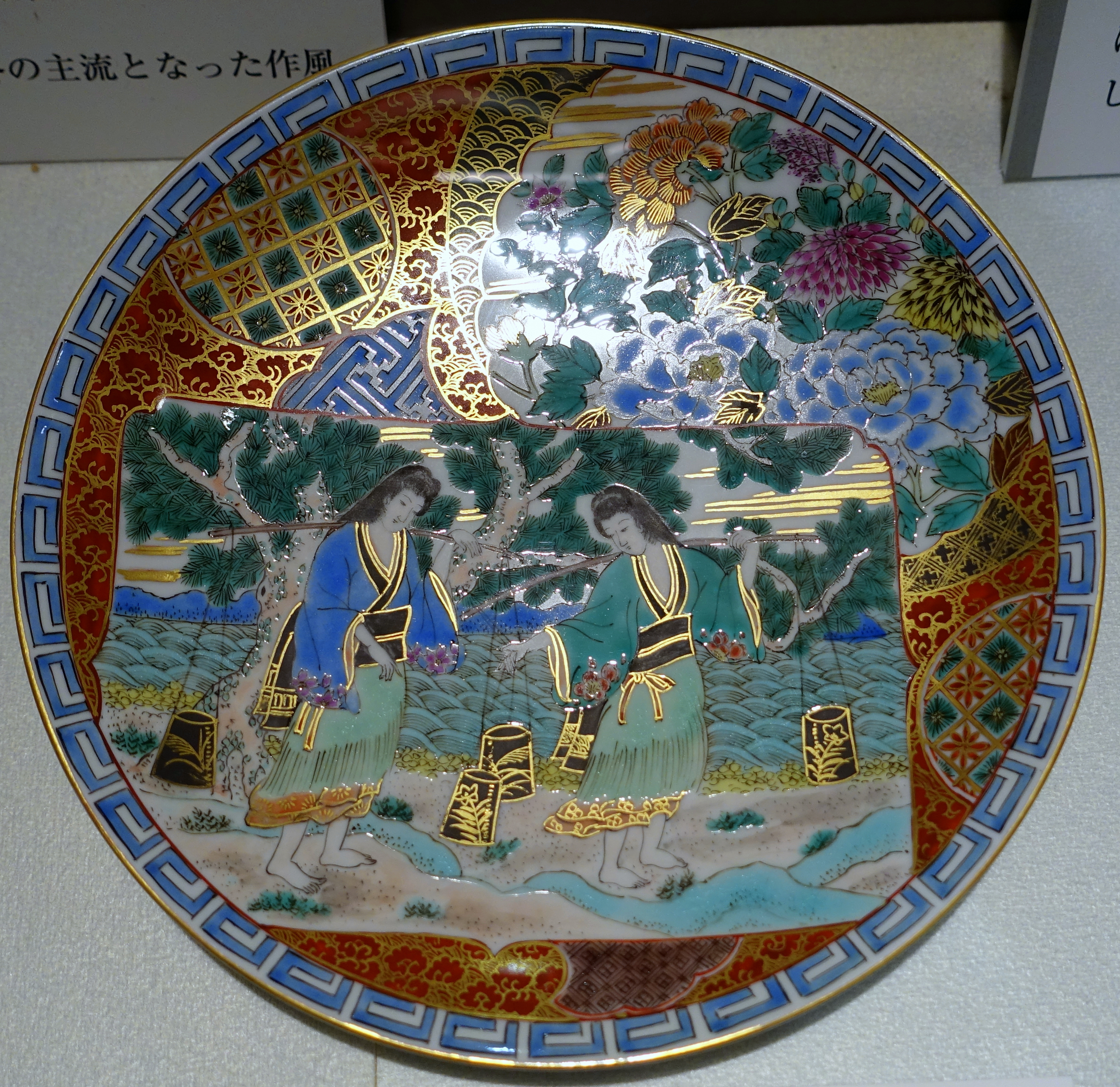
九谷庄三様式
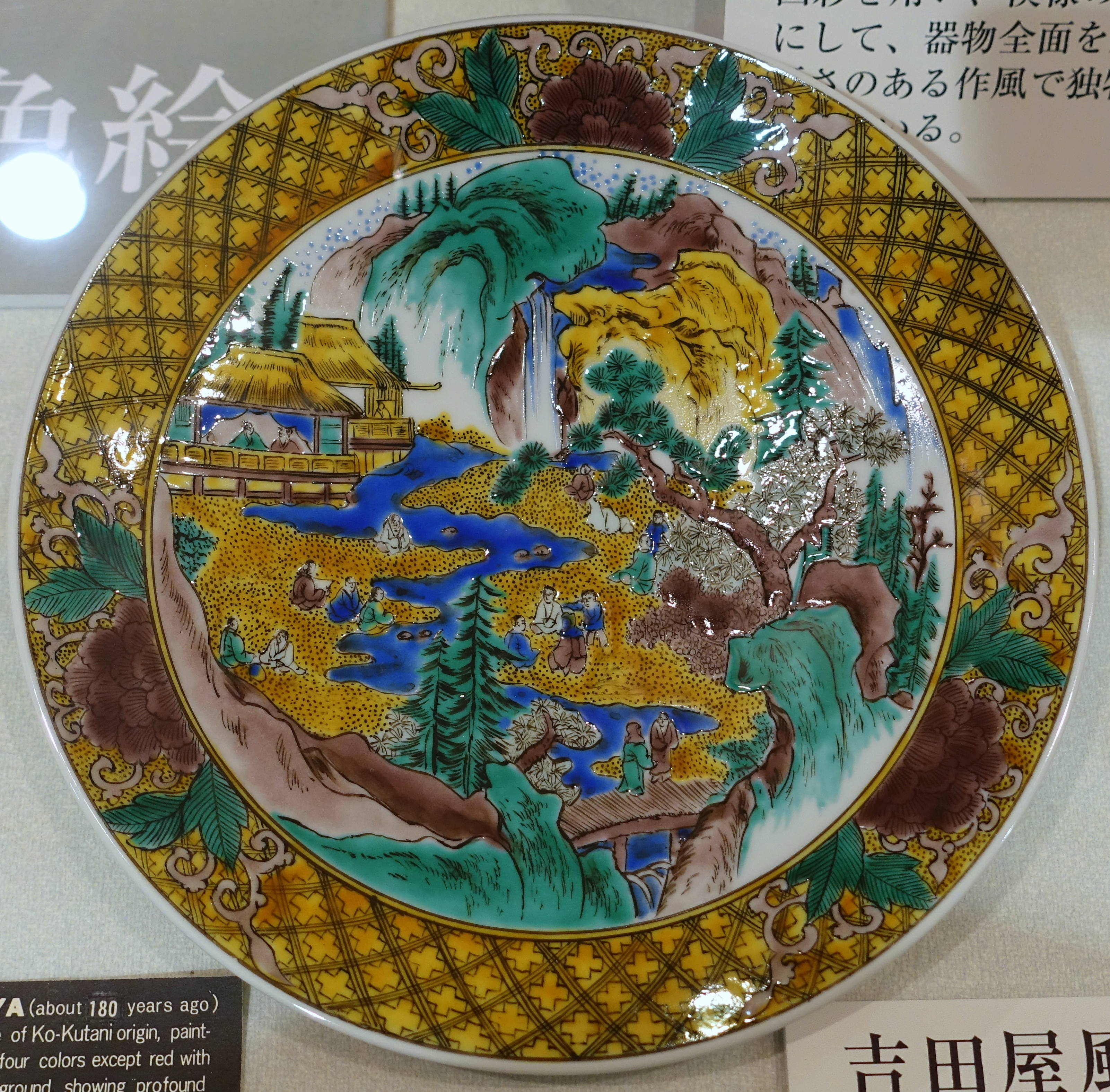
吉田屋様式

- 飯田屋風：天保の頃、宮本屋窯の飯田屋八郎右衛門が焼いた赤絵のものを「赤九谷」とも言う。
- 古九谷風：赤色、黄色、青色（緑色）、群青色、紫色を使った、重厚な五彩色の構図が特徴である。
- 木米風：赤地の上に中国風の人物画が描かれる。
- 吉田屋風：古九谷風で使われる五色のうち赤色を使わない。青九谷とも言う。

## 著名な九谷焼作家
- 二代目浅蔵五十吉：文化勲章受章者
- 吉田美統：重要無形文化財保持者（人間国宝）
- 三代目徳田八十吉：重要無形文化財保持者（人間国宝）
- 粟生屋源右衛門：吉田屋窯を開窯
- 青木栄五郎：粟生屋源右衛門の息子
- 竹内吟秋：石川県工業学校陶磁科教諭
- 浅井一毫：竹内吟秋の弟
- 北出塔次郎：金沢美術工芸専門学校教諭
- 中村翠恒：九谷焼技術保存会初代会長
- 伊藤公象：中村翠恒の弟子
- 硲伊之助：硲伊之助美術館開館
- 福島武山：九谷焼伝統工芸士会会長
- 見附正康：福島武山の弟子

## 九谷焼関連の施設
- 石川県立伝統産業工芸館
- 石川県九谷焼美術館
- 加賀 伝統工芸村 ゆのくにの森
- 山中・大日山県立自然公園
- ベンガラ館

## その他
九谷の地名は古くからの山中温泉を1番目、大聖寺川上流へ旧西谷村の栢野大杉がある左岸道路の村落を2番目とし、9番目の村落を九谷とした、また『加州名跡誌』に拠れば「山広く方五里にわたり谷深くして九百九十九谷あり、略して九谷という」とあり、その地元伝承や谷が多く、最高数字の九とした説がある。
2005年（平成17年）8月に完成し、翌2006年（平成18年）3月に竣工した、大聖寺川上流の九谷ダムによって生まれた人工湖は、一般公募により「五彩湖（ごさいのうみ）」と命名された。同地は古九谷の産地であり、古九谷の特徴である五彩色にちなむ。

### 関連文献
- 『九谷モダン』（2019年）芸術新聞社ISBN 978-4875865582